# 東京写真研究会
東京写真研究会（とうきょうしゃしんけんきゅうかい）は、「ゆふつヾ社」のあとを受け、1907年に、秋山轍輔、加藤静一、斎藤太郎、渡辺進、小西六右衛門らによって創立された、主としてアマチュア写真家による団体。
1910年には、基本的に年1回の写真展（会員の作品および公募作品を展示）の開催を開始しており、「研展」（けんてん）と呼ばれるようになって、現在まで続いている。ちなみに、2005年に開催された研展は「第90回」である（東京都美術館・10月5日（水）から10月14日（金）まで、その他巡回）。
その活躍が、初期の芸術写真（ピクトリアリスム）の興隆をもたらす大きな要因となった。特に、ピグメント印画法による作品は日本全国へと広範な影響を与え、「研展風」とも呼ばれた。その頃活躍した会員としては、野島康三、吉野誠、安本江陽らがいる。
戦中・戦後における中断はあるものの、関西の浪華写真倶楽部と並んで、現在まで存続する、日本における最古の写真団体の1つである。

## 研展画集
研展に展示された写真作品をまとめた書籍として「研展画集」というタイトルの書籍が小西六本店から刊行されている。研展画集には通巻のナンバーが振られており、例えば、次のようなものが存在する。
- 研展画集第拾九輯
- 研展画集第弐拾輯
- 研展画集第弐拾壱輯（昭和5年（1930年）発行）
- 研展画集第弐拾弐輯
- 研展画集第弐拾四輯
- 研展画集第弐拾五輯（昭和9年（1934年）発行）
- 研展画集第弐拾六輯
- 研展画集第弐拾七輯
- 研展画集第弐拾八輯
- 研展画集第弐拾九輯
- 研展画集第参拾輯
- 研展画集第参拾壱輯